# Guadalupe Pérez Rojas

Guadalupe Pérez Rojas (San Pedro, Jujuy, Argentina; 19 de agosto de 1994) es una tenista profesional argentina.
Su mayor éxito lo logró en el circuito de dobles, donde se metió en los cuartos de final del WTA International de Florianópolis en 2016 junto a la mexicana Renata Zarazúa. Asimismo, fue ganadora de un torneo ITF $50.000 en Asunción y finalista en un ITF $100.000 en Sharm el-Sheikh. Estas actuaciones le valieron para alcanzar la 161° posición en el ranking por parejas en 2017, siendo en ese entonces la segunda mejor tenista argentina ubicada detrás de María Irigoyen.
En Fed Cup, tuvo su debut en el equipo argentino en la edición de 2016 al ser citada para disputar un playoff contra Ucrania. Formó parte del dobles con la serie ya definida junto Lourdes Carlé, donde fueron derrotadas por 1-6, 3-6 por las mejores clasificadas Kateryna Bondarenko y Olga Savchuk.

## Finales de la ITF

### Individuales: 4 (4 Subcampeonatos)
| Premios                |
| ---------------------- |
| torneos de USD 100,000 |
| Torneos de USD 75,000  |
| torneos de USD 50,000  |
| torneos de USD 25,000  |
| torneos de USD 15,000  |
| torneos de USD 10,000  |

| Finales por superficie |
| ---------------------- |
| Dura (0–0)             |
| Arcilla (0–4)          |
| Hierba (0–0)           |
| Carpeta (0–0)          |

| Resultado | N.º | Fecha                 | Torneo                         | Superficie | Oponente              | Puntaje       |
| --------- | --- | --------------------- | ------------------------------ | ---------- | --------------------- | ------------- |
| Pérdida   | 1.  | 10 de agosto de 2013  | ITF Santa Cruz, Bolivia        | Arcilla    | Guadalupe Moreno      | 0–6, 6–0, 2–6 |
| Pérdida   | 2.  | 9 de agosto de 2014   | ITF Santa Fe, Argentina        | Arcilla    | Fernanda Brito        | 6–4, 4–6, 4–6 |
| Pérdida   | 3.  | 2 de mayo de 2015     | ITF Villa del Dique, Argentina | Arcilla    | Fernanda Brito        | 5–7, 3–6      |
| Pérdida   | 4.  | 30 de octubre de 2016 | ITF Hammamet, Túnez            | Arcilla    | Oleksandra Korashvili | 7–5, 2–6, 1–6 |

### Dobles: 30 ( 13 Títulos, 17 Subcampeonatos)
| Premios                |
| ---------------------- |
| torneos de USD 100,000 |
| Torneos de USD 75,000  |
| torneos de USD 50,000  |
| torneos de USD 25,000  |
| torneos de USD 15,000  |
| torneos de USD 10,000  |

| Finales por superficie |
| ---------------------- |
| Dura (1–2)             |
| Arcilla (12–15)        |
| Hierba (0–0)           |
| Carpeta (0–0)          |

| Resultado | N.º | Fecha                    | Nivel   | Torneo                            | Superficie | Compañera              | Oponentes                                  | Puntaje                |
| --------- | --- | ------------------------ | ------- | --------------------------------- | ---------- | ---------------------- | ------------------------------------------ | ---------------------- |
| Victoria  | 1.  | 18 de junio de 2010      | 10,000  | ITF Buenos Aires, Argentina       | Arcilla    | Lucía Jara Lozano      | Mailen Auroux Karen Castiblanco            | 7–6(2), 1–0 ret.       |
| Pérdida   | 1.  | 18 de noviembre de 2011  | 10,000  | ITF Concepción, Chile             | Arcilla    | Carla Lucero           | Alina Mikheeva Candelaria Sedano-Acosta    | 6–3, 4–6, [3–10]       |
| Pérdida   | 2.  | 20 de abril de 2012      | 10,000  | ITF Villa del Dique, Argentina    | Arcilla    | Sofía Luini            | Luciana Sarmenti Daniela Seguel            | 4–6, 7–5, [5–10]       |
| Pérdida   | 3.  | 14 de septiembre de 2012 | 10,000  | ITF Buenos Aires, Argentina       | Arcilla    | Sofía Luini            | Fernanda Brito Daniela Seguel              | 1–6, 3–6               |
| Victoria  | 2.  | 13 de octubre de 2012    | 10,000  | ITF São Paulo, Brasil             | Arcilla    | Fernanda Brito         | Flávia Dechandt Araújo Carolina Zeballos   | 4–6, 6–2, [10–5]       |
| Pérdida   | 4.  | 20 de septiembre de 2013 | 10,000  | ITF Rosario, Argentina            | Arcilla    | Sofía Luini            | Vanesa Furlanetto Carolina Zeballos        | 6–7(2), 2–6            |
| Pérdida   | 5.  | 21 de octubre de 2013    | 10,000  | ITF Marcos Juárez, Argentina      | Arcilla    | Sofía Luini            | Carla Bruzzesi Avella Carolina Zeballos    | 2–6, 2–6               |
| Pérdida   | 6.  | 1 de agosto de 2014      | 10,000  | ITF Santa Cruz, Bolivia           | Arcilla    | Sofía Luini            | Sara Giménez Noelia Zeballos               | 7–6(3), 4–6, [8–10]    |
| Victoria  | 3.  | 5 de septiembre de 2014  | 10,000  | ITF Quito, Ecuador                | Arcilla    | Anastasia Kharchenko   | Sofía Blanco Ana Madcur                    | 3–6, 6–4, [10–8]       |
| Victoria  | 4.  | 24 de octubre de 2014    | 10,000  | ITF Lima, Perú                    | Arcilla    | Sofía Luini            | Cecilia Costa Melgar Nathaly Kurata        | 6–4, 6–3               |
| Victoria  | 5.  | 21 de noviembre de 2014  | 50,000  | Paraguay Open                     | Arcilla    | Sofía Luini            | Anastasia Pivovarova Patricia Maria Țig    | 6–3, 6–3               |
| Pérdida   | 7.  | 28 de marzo de 2015      | 10,000  | ITF São José do Rio Preto, Brasil | Arcilla    | Nadia Podoroska        | Ana Victoria Gobbi Monllau Constanza Vega  | 3–6, 6–3, [9–11]       |
| Victoria  | 6.  | 11 de abril de 2015      | 15,000  | ITF Santiago, Chile               | Arcilla    | Nadia Podoroska        | Fernanda Brito Eduarda Piai                | 6–4, 6–4               |
| Pérdida   | 8.  | 2 de agosto de 2015      | 15,000  | ITF Horb, Alemania                | Arcilla    | Catalina Pella         | Carolin Daniels Lidziya Marozava           | 6–7(3), 6–4, [7–10]    |
| Pérdida   | 9.  | 5 de marzo de 2016       | 25,000  | ITF Campinas, Brasil              | Arcilla    | Nadia Podoroska        | Gabriela Cé Florencia Molinero             | 6–1, 4–6, [4–10]       |
| Pérdida   | 10. | 1 de abril de 2016       | 10,000  | ITF São José dos Campos, Brasil   | Arcilla    | Nadia Podoroska        | Camila Giangreco Campiz Constanza Vega     | 7–6(5), 6–7(5), [8–10] |
| Victoria  | 7.  | 30 de abril de 2016      | 10,000  | ITF Győr, Hungría                 | Arcilla    | Francesca Stephenson   | Daiana Negreanu Rebeka Stolmár             | 6–4, 2–6, [10–6]       |
| Victoria  | 8.  | 20 de mayo de 2016       | 10,000  | ITF Galați, Rumania               | Arcilla    | Maria Fernanda Alves   | Ani Amiraghyan Alexandra Perper            | 6–4, 2–6, [10–8]       |
| Pérdida   | 11. | 27 de mayo de 2016       | 10,000  | ITF Galați, Rumania               | Arcilla    | Maria Fernanda Alves   | Alexandra Perper Anastasia Vdovenco        | 3–6, 3–6               |
| Pérdida   | 12. | 17 de junio de 2016      | 50,000  | ITF Szeged, Hungría               | Arcilla    | Justyna Jegiołka       | Cristina Dinu Lina Gjorcheska              | 6–4, 4–6, [4–10]       |
| Pérdida   | 13. | 24 de junio de 2016      | 25,000  | ITF Périgueux, Francia            | Arcilla    | Julieta Estable        | Conny Perrin Chantal Škamlová              | 3–6, 6–3, [7–10]       |
| Victoria  | 9.  | 24 de septiembre de 2016 | 10,000  | ITF Sharm El Sheikh, Egipto       | Dura       | Elena-Teodora Cadar    | Ana Bianca Mihăilă Shweta Chandra Rana     | 7–5, 7–6(5)            |
| Pérdida   | 14. | 16 de octubre de 2016    | 10,000  | ITF Sharm El Sheikh, Egipto       | Dura       | Jil Teichmann          | Mariam Bolkvadze Alona Fomina              | 2–6, 3–6               |
| Pérdida   | 15. | 23 de octubre de 2016    | 100,000 | ITF Sharm El Sheikh, Egipto       | Dura       | Jil Teichmann          | Irina Bara Alona Fomina                    | 2–6, 1–6               |
| Victoria  | 10. | 5 de noviembre de 2016   | 10,000  | ITF Hammamet, Túnez               | Arcilla    | Jil Teichmann          | Tamara Čurović Barbara Kötelesová          | 6–1, 4–6, [11–9]       |
| Victoria  | 11. | 3 de diciembre de 2016   | 25,000  | ITF Santiago, Chile               | Arcilla    | Tamara Zidanšek        | Usue Maitane Arconada Georgia Brescia      | 6–3, 7–6(5)            |
| Victoria  | 12. | 29 de abril de 2017      | 60,000  | ITF Tunis, Túnez                  | Arcilla    | Daniela Seguel         | Ágnes Bukta Vivien Juhászová               | 6–7(3), 6–3, [11–9]    |
| Victoria  | 13. | 20 de octubre de 2017    | 15,000  | ITF Ribarroja del Turia, España   | Arcilla    | Yvonne Cavalle Reimers | Estrella Cabeza Candela Ángela Fita Boluda | 6–4, 6–4               |
| Pérdida   | 16. | 2 de febrero de 2018     | 15,000  | ITF Hammamet, Túnez               | Arcilla    | Andrea Gámiz           | Natalija Kostić Jelena Simić               | w/o                    |
| Pérdida   | 17. | 2 de marzo de 2018       | 15,000  | ITF Hammamet, Túnez               | Arcilla    | Guillermina Naya       | Anastasia Grymalska Michele Alexandra Zmău | 2–6, 3–6               |

### Participaciones en Fed Cup
| Año  | Instancia                               | Sede | Superficie | País rival | Compañera     | Oponentes                        | Resultado | Serie |
| 2016 | Playoff por ascenso al Grupo Mundial II | Kiev | Dura       | Ucrania    | Lourdes Carlé | Kateryna Bondarenko Olga Savchuk | 1-6, 3-6  | 0-4   |